# Elvorti
Elvorti (ukr. Ельворті) – ukraiński producent maszyn rolniczych z siedzibą w Kropywnyckim.

## Historia
Przedsiębiorstwo zostało założone przez angielskich braci Roberta i Thomasa Elvorti w Jelizawietgradzie (obecnie Kropywnycki) w 1874 r. W 1877 wybudowano fabrykę na potrzeby produkcji siewników i innych urządzeń. W 1892 roku jeden z założycieli fabryki Thomas, zmarł na gruźlicę. Z końcem 1917 r. w fabryce pracowało około 7.000 osób. Fabryka Elvorti zostaje znacjonalizowana w 1919 r. przez bolszewików. W 1922 roku następuje zmiana nazwy fabryki na Czerwona Zirka (rus. Krasnaja Zwiezda). W kwietniu 1925 roku Robert Elvorti umiera w Jugosławii z powodu zapalenia płuc. Podczas drugiej wojny światowej fabryka została ewakuowana przed Niemcami do Kamienka w Rosji gdzie obecnie funkcjonuje firma Bielinsksielmasz. 8 stycznia 1944 r. po opuszczeniu miasta przez armię niemiecką rozpoczęto odbudowę zakładów. W latach sześćdziesiątych rozpoczęto produkcję siewników typu SZ-3,6. W 2003 firma przekształciła się w spółkę akcyjną. W listopadzie 2004 roku Czerwona Zirka przejmuje kontrolny pakiet akcji rosyjskiego Bielinsksielmasz. 24 października 2016 roku firma Czerwona Zirka wróciła do swojej historycznej nazwy Elvorti.